# Aéroport international d'Aktaou
L’aéroport international d'Aktaou (kazakh : Ақтау халықаралық әуежайы, russe : Международный аэропорт Актау) code AITA : SCO, OACI : UATE) est un aéroport desservant la ville d'Aktaou.

## Histoire

### Accidents et incidents
Le 25 décembre 2024, le vol Azerbaijan Airlines 8243, un jet Embraer 190, s'est écrasé près de l'aéroport alors qu'il tentait un atterrissage d'urgence, tuant 38 des 67 occupants à bord.

## Situation
| \| 100 km1:25 028 000 \| Turkestan Aktaou Aktioubé Almaty Astana Atyraw Balkhach Chimkent Jezkazgan Kökşetaw Kostanaï Kyzylorda Öskemen Ourdchar Oucharal Oural Pavlodar Petropavl Sary-Arka Semeï Taldykourgan Taraz |
| 100 km1:25 028 000 |

## Compagnies et destinations

### Passagers
| Compagnies    | Destinations |
| ------------- | --- |
| Aeroflot      | Moscou Chérémétiévo |
| Air Astana    | Almaty, Noursoultan, Atyraw |
| Bek Air       | Almaty, Noursoultan, Oural-Ak Zhol, Chimkent (tous les vols sont suspendus) |
| Belavia       | En saison : Minsk |
| Qazaq Air     | Atyraw |
| SCAT Airlines | - Aktioubé - Almaty - Astrakhan-Narimanovo - Atyraw - Bakou-H. Aliyev - Istanbul - Kökşetaw - Krasnodar-Pashkovsky - Makhatchkala - Mineralniye Vody - Moscou-Vnoukovo - Oural-Ak Zhol - Chimkent - Tbilissi-C. Roustavéli En saison : Batoumi-A. Kartveli |

### Cargos
| Compagnies        | Destinations   |
| ----------------- | -------------- |
| Coyne Airways     | Tbilisi        |
| Silk Way Airlines | Atyraou, Bakou |

## Statistiques
Pour des raisons techniques, il est temporairement impossible d'afficher le graphique qui aurait dû être présenté ici.

Voir la requête brute et les sources sur Wikidata.